# Play (Namie Amuro)
| Recensione | Giudizio |
| ---------- | -------- |
| Allmusic   | link     |

Play è l'ottavo album studio della cantante giapponese Namie Amuro. È stato pubblicato il 27 giugno 2007 in Giappone.

## Tracce
CD
1. Hide and Seek – 4:36
2. Full Moon – 3:57
3. Can't Sleep, Can't Eat, I'm Sick – 3:46
4. It's all about you – 4:12
5. Funky Town – 3:48
6. Step With It – 3:47
7. Hello – 3:42
8. Should I Love Him? – 4:45
9. Top Secret – 4:30
10. Violet Sauce (Spicy) – 4:01
11. Baby Don't Cry – 5:21
12. Pink Key – 4:40

DVD
1. Hide and Seek (Music video) – 4:36
2. Can't Sleep, Can't Eat, I'm Sick (Music video) – 3:49
3. Funky Town (Music video) – 3:44
4. Hello (Music video) – 3:40
5. Baby Don't Cry (Music video) – 5:26
6. Amuro Namie x The World of Golden Eggs Special Collaboration Movie (Special Movie) – 7:18 – Gushi-Ken Band feat. Namie Amuro